# Thera paradoxa
Thera paradoxa är en fjärilsart som beskrevs av Mehlau 1964. Thera paradoxa ingår i släktet Thera och familjen mätare. Inga underarter finns listade i Catalogue of Life.